# Manoir de Berrien
Le manoir de Berrien est situé à Kergrist en France.

## Localisation
Le manoir est situé sur le territoire de la commune de Kergrist, au lieu-dit Berrien, dans le département du Morbihan en région Bretagne.

## Description
Vestiges d'un logis de la deuxième moitié du XVIe siècle, un corps de bâtiment au nord non identifié, nombreuses reprises du gros œuvre ; remise datée 1749 en réemploi.

## Historique
Le manoir est inscrit à l'inventaire général du patrimoine culturel en 1986.